# Diga di Rio Freddo
La diga si trova nel vallone di Rio Freddo, affluente di destra del fiume Stura di Demonte, e ha origine sotto la "Testa di Malinvern". Si trova a circa 6,3 km dal paese di Vinadio, in provincia di Cuneo.
Raccoglie sia le acque del vallone, sia le acque in derivazione dalla diga di Pietraporzio.
È utilizzata per alimentare la centrale di Goletta (Vinadio), attraverso una galleria di derivazione, facente capo al pozzo piezometrico, da cui parte una condotta forzata, con un salto di 387 m e 18 m³/s di portata.
La particolarità di questa diga è che, a differenza delle altre dove le spalle appoggiano sulla roccia, essa si appoggia su due spalle di tipologia a gravità in calcestruzzo.
La valle del Rio Freddo, in porzione della quale è stato realizzato il serbatoio, si sviluppa per circa 14 km in direzione generale sud-nord.

## Storia

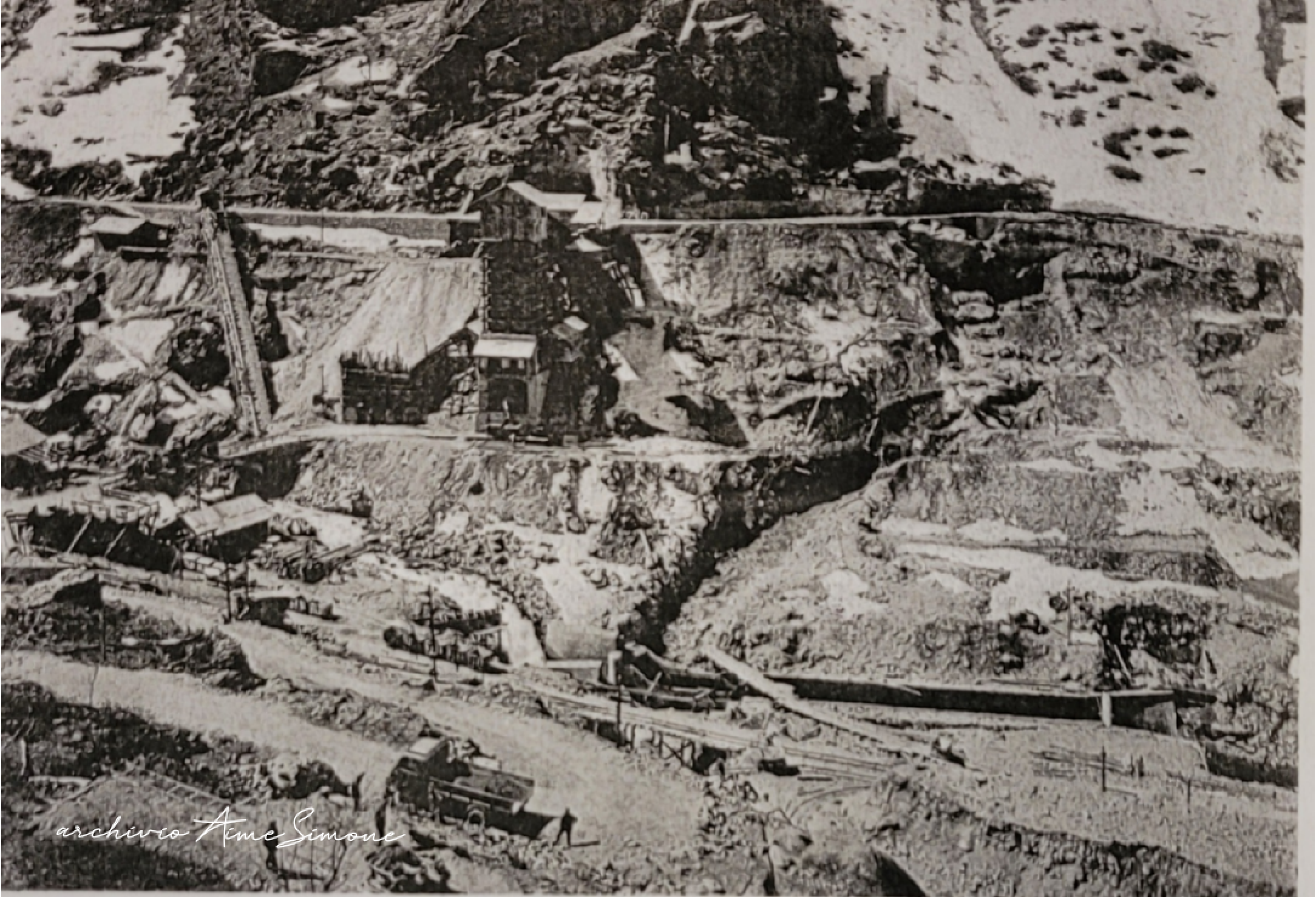
Il cantiere della diga di Rio Freddo (1954)

La diga è stata progettata dall'ing. Claudio Marcello e gli studi per la parte geologica sono stati seguiti dal prof. Ardito Desio.
L'impresa costruttrice è stata la "Umberto Girola" di Milano.
Le prove su modello della diga sono state curate dall'Istituto Sperimentale Modelli e Strutture (ISMES) di Bergamo.

## Caratteristiche
- Tipologia diga primaria: diga ad arco-cupola
- Tipologia diga secondaria: diga a gravità massiccia
- Inizio lavori: 1954
- Fine lavori: 1956
- Altezza dal punto più profondo delle fondazioni: 41,3 m
- Altezza dal piano dell'alveo: 37 m
- Sviluppo del coronamento: 120,9 m
- Volume della diga: 9.754 m³
- Bacino idrografico: Tanaro
- Corso d'acqua: Stura di Demonte
- Provincia: Cuneo